# Brachistosternus cekalovici
Espèce
Brachistosternus cekalovici est une espèce de scorpions de la famille des Bothriuridae.

## Distribution
Cette espèce est endémique de la région de Coquimbo au Chili. Elle se rencontre vers Tres Cruces.

## Description
Le mâle holotype mesure 51,03 mm et la femelle paratype 51,63 mm, les mâles mesurent de 50 à 55 mm et les femelles de 51 à 59 mm.

## Étymologie
Cette espèce est nommée en l'honneur de Tomás Cekalovic Kuschevic.

## Publication originale
- Ojanguren Affilastro, 2005 : Notes on the genus Brachistosternus  (Scorpiones, Bothriuridae) in Chile, with the description of two new species. The Journal of Arachnology, vol. 33, no 1, p. 175–192 (texte intégral).